# Inherit the Wind (1999)
Inherit the Wind (prt: Herança do Vento; bra: O Vento Será Tua Herança) é um telefilme americano de 1999, do gênero drama histórico-biográfico, dirigido por Daniel Petrie, com roteiro de Nedrick Young e Harold Jacob Smith baseado na peça teatral homônima de Jerome Lawrence e Robert Edwin Lee e estrelado por Jack Lemmon, George C. Scott e Beau Bridges.

## Sinopse
Um professor, Henry Drummond (personagem inspirada em John Thomas Scope), é julgado criminalmente por ensinar a Teoria da Evolução de Darwin em uma escola pública. “Monkey Trial” (O Julgamento do Macaco), como ficou conhecido, tem repercussão mundial mediante uma batalha travada entre os advogados de acusação e a defesa, que é impedida pelo juiz de apresentar cientistas como testemunhas em favor da teoria da evolução.

## Elenco
- Jack Lemmon ..... Henry Drummond
- George C. Scott ..... Matthew Harrison Brady
- Beau Bridges ..... E. K. Hornbeck
- Tom Everett Scott ..... Bertram T. Cates
- Kathryn Morris ..... Rachel Brown

## Prêmios e indicações
| Prêmio             | Categoria                                          | Recipiente   | Resultado |
| ------------------ | -------------------------------------------------- | ------------ | --------- |
| Emmy 1999          | Melhor ator em minissérie ou telefilme             | Jack Lemmon  | Indicado  |
| Emmy 1999          | Melhor ator coadjuvante em minissérie ou telefilme | Beau Bridges | Indicado  |
| Globo de Ouro 2000 | Melhor ator em minissérie ou telefilme             | Jack Lemmon  | Venceu    |

## Produção
A peça original, escrita em 1951 e encenada pela primeira vez em 1955, teve várias filmagens, sendo que as anteriores foram em 1960, 1965 e 1988. O texto original usou como tema um caso real de 1925, Scopes "Monkey" Trial (“O Julgamento do Macaco”),  como uma parábola ao macartismo da época.
George C. Scott repetiu o papel de Brady, que fizera na peça da Broadway, em 1996.